# Карл Едвард Стюарт
Карл (Чарльз) Едвард Стюарт (англ. Charles Edward Stuart, 31 грудня 1720 — 31 січня 1788), також Красунчик принц Чарлі (англ. Bonnie Prince Charlie) або Молодий Претендент (англ. The Young Pretender) — передостанній представник дому Стюартів і якобітський претендент на англійський і шотландський престоли як Карл III в 1766—1788 рр., ватажок повстання проти Ганноверівської династії в Шотландії (яке сприймалося як повстання проти влади англійців), популярний герой шотландського фольклору.
Народився в Римі, де жив його батько Джеймс Френсіс Едвард Стюарт, син Якова II, який з 1701 року претендував на британський престол (як Яків III Англійський і VIII Шотландський). Матір: Марія Клементина Собеська, внучка польського короля Яна III Собеського. Від батька отримав титул «принц Уельський».
Так само, як його батько і дід, був католиком.
Молодість провів в Італії. У грудні 1743 року батько призначив сина принцом-регентом і дозволив йому діяти від свого імені і відвоювати британську корону у короля з ганноверської династії Георга II.

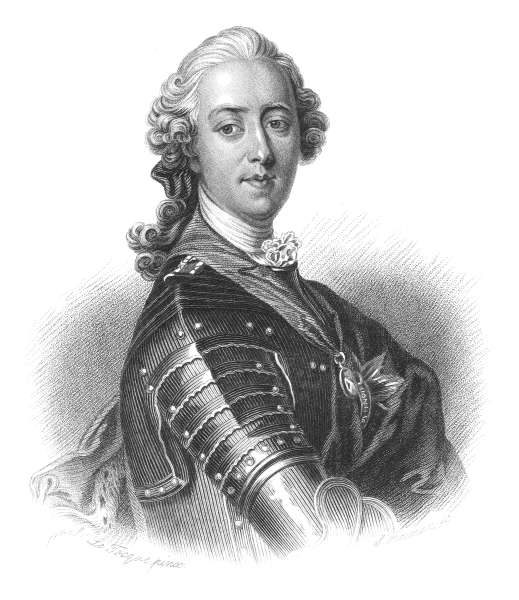

У липні 1745 молодий принц висадився в Еріскеї, в Шотландії, підняв прапор батька і почав якобітське повстання 1745 року, яке увійшло в історію як «сорок п'ятий рік» (the Forty-Five). Претендента підтримали представники гірських кланів Шотландії, серед яких було чимало католиків. Швидко взявши без бою столицю Шотландії Единбург, 21 вересня Чарльз розбив при Престонпенсі єдину розташовану в Шотландії урядову армію і на чолі армії з 6 тисяч чоловік рушив на південь до Англії. Зайнявши Карлайл і дійшовши до Дербішира, принц на вимогу радників повернув назад, до Шотландії, — в Англії якобітський рух не отримав масової підтримки.

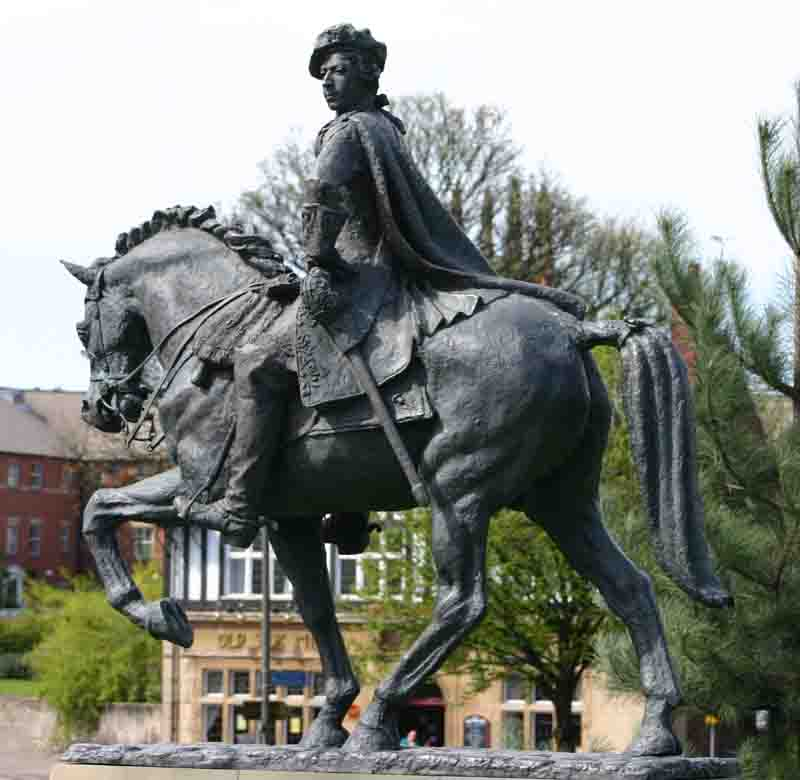
Пам'ятник принцу в англійському місті Дербі, до якого він дійшов в 1745 році

Проти нього була відправлена англійська армія на чолі з сином короля Вільямом Августом, герцогом Камберлендським, якого Георг II відкликав з поля європейських битв Війни за австрійську спадщину. 16 квітня 1746 року армії зустрілися в битві при Каллодені, в трьох милях на схід від Інвернесса, в північній Шотландії. На відкритій місцевості армія якобітів виявилася беззахисною перед потужним артилерійським вогнем Кумберленда і незабаром була розсіяна; радник принца лорд Джордж Мюррей зумів відвести залишок армії в бойовій готовності в Рутвен, збираючись продовжувати війну, але Карл, вважаючи, що його зрадили, вирішив залишити повсталих.
У вересні 1746 року на борту французького фрегата «Щасливчик» принц повернувся на континент.